# وینود سکهار
وینود سکهار (انگلیسی: Vinod Sekhar؛ زاده ۶ اوت ۱۹۶۸) یک تاجر و کارآفرین اهل اهل مالزی و هند است.